# Mario vs. Donkey Kong
Mario vs. Donkey Kong (マリオVSドンキーコング, Mario tai Donkī Kongu) é um jogo eletrônico de plataforma lançado em 2004 para Game Boy Advance. O título fez parte do pacote de vinte jogos disponibilizados gratuitamente aos "embaixadores" do Nintendo 3DS, que haviam comprado o console antes do corte de preço, e pôde ser baixado, exclusivamente por eles, a partir de 16 de dezembro de 2011. Uma recriação foi lançado para o Nintendo Switch em fevereiro de 2024.

## História
Como o clássico Donkey Kong de arcade, Mario se confronta novamente com Donkey Kong. Mas desta vez, Mario não tem que salvar Pauline, mas sim miniaturas de brinquedo de Mario. Tudo começa quando Donkey Kong assiste TV e vê que existe uma nova moda: os Mini-Mario. DK vai à cidade e vê que o estoque está esgotado, assim ele assalta a indústria de brinquedos pertencente ao Mario, que corre atrás de DK para salvar os Mini-Mario.